# IC 2820
IC 2820 је спирална галаксија у сазвјежђу Лав која се налази на листи објеката дубоког неба у Индекс каталогу.
Деклинација објекта је + 10° 14' 20" а ректасцензија 11h 26m 26,8s. Привидна величина (магнитуда) објекта IC 2820 износи 15,9 а фотографска магнитуда 16,7. IC 2820 је још познат и под ознакама NPM1G +10.0259, PGC 3091278.